# اريك غيورين
اريك غيورين (بالإنجليزية: Eric Guerin)‏ هو فارس أمريكي، ولد في 23 أكتوبر 1924 في مارينغويين في الولايات المتحدة، وتوفي في 21 مارس 1993.